# Bingsjö kyrka
Bingsjö kyrka eller Bingsjö kapell är en kyrkobyggnad i Bingsjö. Den är församlingskyrka i Rättviks församling i Västerås stift.

## Kyrkobyggnaden
Träkapellet byggdes 1864 och ersatte ett tidigare kapell från 1792 på samma plats, en del av inredningen härstammar därifrån. Vid bygget användes virke dels från det gamla kapellet och dels från en byggnad från Svabensverk. Klockstapeln fanns vid det gamla kapellet och byggdes ihop med den nya kyrkan. Kyrkklockorna, som är två till antalet, är inte elektrifierade utan trampas manuellt vid klockringning. 1972 genomfördes en yttre restaurering då väggarna tilläggsisolerades. Ytterväggarnas spåntade fasadpanel från 1881 togs bort och ersattes med nuvarande stående panel. 1991 målades kyrkan utvändigt om i vitt.

## Inventarier
- Predikstolen från 1634 har sitt ursprung i Vika kyrka och införskaffades 1795. Tillhörande ljudtak tillverkades troligen vid slutet av 1700-talet, då predikstolen hade kommit till sin nuvarande plats.
- Altarprydnaden tillverkades 1795 av ett epitafium från 1650-talet som ursprungligen tillhörde Rättviks kyrka. Nuvarande altartavla är målad av Jerk Werkmäster och tillkom 1963.
- Allmogemålningar från 1841 finns på orgelläktaren.

### Orgel
- Före 1906 användes ett harmonium.[1]
- 1906 såldes Svärdsjö kyrkas orgel till Bingsjö kapell. Den var byggd 1738 av Daniel Stråhle och blev omgjord i slutet av 1800-talet. Orgeln sattes upp i kyrkan av snickaren Jonas Nylander, Bingsjö. Nylander byggde en ny fasad till orgeln med tre plana pipfält och bronserade träpipor, då den gamla fasaden blev kvar i Svärdsjö kyrka. Den tidigare stämman Quinta 3 gjorde han om till Principal 8', samt tillverkade 19 baspipor av trä. Stämman Decima vox gjorde Nylander om till Oktava 4'. Han byggde även om klaveret och regeringsanordningen. Väderlådan till orgeln behölls i ursprungligt skick.[2]

Disposition 1949:
| Manual C-d3                             | Pedal        |
| Principal 8'                            | Bihangspedal |
| Dubbeflöjt 8' (slutet av 1800-talet)    |              |
| Quintadena 8' (1738)                    |              |
| Flöjt d'amore 8' (slutet av 1800-talet) |              |
| Oktava 4'                               |              |
| Gedackt 4' (1738)                       |              |
| Oktava 2' (1738)                        |              |

### Webbkällor
- Rättviks kommun
- Kulturhistorisk karakteristik Bingsjö kapell